# United States Navy Intelligence
United States Navy Intelligence (pol. Wywiad Marynarki wojennej Stanów Zjednoczonych) – najdłużej istniejąca służba wywiadowcza Stanów Zjednoczonych.

## Historia
Jej początki sięgają 1882, kiedy utworzono Biuro Wywiadu Marynarki Wojennej (ONI), instytucję pełniącą rolę sztabu wywiadowczego sekretarza marynarki wojennej i szefa operacji morskich. Floty miały własny personel wywiadowczy. Pod koniec II wojny światowej ONI przejęło także zadania wywiadu operacyjnego, pozostające dotąd w gestii poszczególnych flot.
Oficerowie Wywiadu Marynarki Wojennej USA służyli również w sztabach flot i stanowili personel ich ośrodków wywiadu. W czasie II wojny światowej powstało kilka odrębnych agencji (sztabów niższego rzędu) Wywiadu Marynarki Wojennej USA, w tym niezwykle ważny, utworzony w 1941, Ośrodek Interpretacji Danych Fotograficznych Marynarki Wojennej (Naval Photographic Interpretation – NAVPIC).
W okresie zimnej wojny ściśle wyspecjalizowanych instytucji tego rodzaju jeszcze przybyło. Początkowo podlegały Biuru Wywiadu Marynarki Wojennej, jednakże w 1967, w ramach zasadniczej reorganizacji marynarki wojennej, zmierzającej do redukcji personelu sztabowego i stworzenia jednolitego ośrodka dowodzenia i kontroli wszystkich jej ośrodków wywiadu, utworzone zostało Dowództwo Wywiadu Marynarki Wojennej (Naval Intelligence Command – NIC). Cechą charakterystyczną ery zimnej wojny był radykalny wzrost znaczenia wywiadu naukowego i technicznego, co w 1960 doprowadziło do utworzenia Ośrodka Wywiadu Naukowego i Technicznego Marynarki Wojennej (Naval Scientific and Technical [S&T] Intelligence Center – NAVSTIC).
W 1964, w ramach prób stworzenia równoległej struktury organizacyjnej, powstał Ośrodek Wsparcia Rozpoznawczego i Technicznego Marynarki Wojennej (Naval Reconnaissance and Technical Support Center – NRTSC). Podjęto próbę konsolidacji, w związku z czym wymienione ośrodki, a także inne, podporządkowano utworzonemu w 1967 Dowództwu Wywiadu Marynarki Wojennej, na czele którego stał oficer w stopniu kontradmirała, pełniący zarazem funkcję zastępcy Dyrektora Wywiadu Marynarki Wojennej USA. Ponieważ zarówno NAVSTIC, jak NRTSC zajmowały się analizą danych fotograficznego rozpoznania satelitarnego, w 1972 obie te agencje połączono w Ośrodek Wsparcia Wywiadowczego Marynarki Wojennej (Naval Intelligence Support Center), który szybko zyskał opinię najlepszej placówki naukowo-technicznej całego pionu wywiadu Departamentu Obrony. (W 1988 przemianowano go na Ośrodek Wywiadu Technicznego Marynarki Wojennej – Naval Technical Intelligence Center – NTIC).
Tymczasem w 1957 sekcja wywiadu operacyjnego ONI, Wydział Rozpoznania Specjalnego, otrzymała nazwę Biuro Wywiadu Operacyjnego Marynarki Wojennej (Navy Field Operational Intelligence Office – NFOIO) i została przeniesiona do Fort Meade w stanie Maryland, gdzie mieściła się Agencja Bezpieczeństwa Narodowego (NSA). W 1970 wobec znacznego nasilenia się radzieckich operacji morskich, NFOIO zlecono organizację sekcji wywiadu bieżącego. W ten sposób powstał Ośrodek Oceanicznego Dozoru Wywiadowczego Marynarki Wojennej (Navy Ocean Surveillance Intelligence Center – NOSIC) z siedzibą w Suitland.
Niesłabnące zaniepokojenie radzieckimi działaniami morskimi skłoniło marynarkę wojenną do połączenia w 1981 NFOIO i NOSIC w Ośrodek Wywiadu Operacyjnego Marynarki Wojennej (Naval Operational Intelligence Center), mieszczący się w Suitland i na terenie międzynarodowego portu lotniczego Baltimore – Waszyngton. Ośrodek ten, śledzący wszystkie poczynania radzieckie mające związek z operacjami morskimi, monitorował dane wszelkiego rodzaju systemów wykrywania i ostrzegania oraz dane rozpoznania bieżącego i badań głębinowych.
W 1969 powstała dodatkowo tzw. Grupa Operacyjna 168 (Task Force 168) (TF168), jednostka mająca koordynować gromadzenie danych wywiadowczych i  wspierać działania rozpoznawcze flot. Z czasem przekształciła się w samodzielną agencję Wywiadu Marynarki Wojennej USA, utrzymującą personel we wszystkich zakątkach świata.
Pod koniec lat 80., wraz z pierwszymi oznakami końca zimnej wojny, kierujący wówczas Wywiadem Marynarki Wojennej USA kontradmirał Edward D. Sheafer, uczynił decydujący krok w kierunku jego konsolidacji. W 1991 (w październiku), NITC, NAVDPINTEN, TF168 i część innych, nieustannie zmieniających nazwy instytucji wywiadowczych, połączono w nowy Ośrodek Wywiadu Morskiego Marynarki Wojennej (Naval Maritime Intelligence Center), z siedzibą w Suitland. Pozostałe zaś w końcu stycznia 1993 połączono w podporządkowany Biuru Wywiadu Marynarki Wojennej – Narodowy Ośrodek Wywiadu Morskiego (National Maritime Intelligence Center), do którego później włączono również personel Wywiadu Korpusu Piechoty Morskiej i Straży Przybrzeżnej.
Poza agencjami i instytucjami wymienionymi, marynarka wojenna od początku zimnej wojny utrzymywała znaczną liczbę jednostek wywiadu rezerwy marynarki wojennej, których członkowie zasilali, w czasie kryzysów i wojen, personel floty i jednostek wywiadu.